# 加悦 (運送会社)
1. 本社外観
2. 9秒カレー店舗外観

株式会社加悦（かえつ）は、千葉県千葉市美浜区に所在する運輸会社。関東近郊の地域（東京・千葉・埼玉・神奈川）を配送地域とする運送会社で、主に冷凍食品、青果などの食品の配送を行っている。

## 特色
社員募集の際には地域最大級を自称する福利厚生をアピールしており、24時間使える社員食堂、別荘（白浜・熱海・湯沢など7箇所）、クルーザー及び船舶免許取得費用、フェラーリなど高級車の利用が無料でできることを謳っている。この福利厚生についての宣伝ステッカーが所有車両に貼られており、特にフェラーリ乗り放題が目立つ内容になっている。所有する高級車はフェラーリ・F430、キャデラック・エスカレード、ポルシェ等。

## メディア
2016年12月16日放送の日本テレビ『沸騰ワード10』、2019年3月19日放送のテレビ東京『ありえへん∞世界』などで福利厚生の内容が扱われた。

## 営業拠点

### 本社
- 千葉県千葉市美浜区新港185

### 営業所・事務所
埼玉県
- 越谷事務所
- 越谷駐車場
- 所沢事務所

千葉県
- 高洲事務所（千葉事務所）
- 成田営業所
- 船橋駐車場

神奈川県
- 川崎事務所（神奈川事務所）

## 9秒カレー
上述の通り運送会社ではあるが、2017年3月13日から「9秒カレー」というカレー店を展開している。

### 特徴
食券タイプのカレー店だが、最大の特徴として食券を渡してから9秒以内にカレーを提供できなかった場合の返金を謳っており、看板にも「9秒で提供出来なければ返金！」と書かれている。カウンターからやや離れた券売機で客が食券を購入した段階で業務用の盛り付け機でライスを盛り付けており、食券を渡されてからはルウをかけるのみであるため、9秒というスピードを実現できている。「9秒」としているのは注文したら10秒で提供されるカレー店をWEBで知ったことから社長が思いついたとのこと。
店員は加悦の社員であり、怪我をしたドライバーや高齢のドライバーの次の職場という側面もあって事業が開始された。また、加悦の社員食堂を兼ねている旨が書かれている店舗もある。
当初オープンした店舗は立ち食いスタイルだったが、現在も営業を続ける店舗は全て座席があり、自由に読める漫画を置いている店舗もある。

### メニュー
9秒で提供の実現のため、メニューは9秒カレーの一種類のみで、普通盛と大盛が選べる。価格は量に関わらず500円（税込）。カレーは社長の手作りで、げんこつをスープのベースとして2日間煮込んだもの。
そのほか、ドリンクバーの提供も行っている。

### 店舗
埼玉県
- 所沢店
- 越谷店

千葉県
- 成田三里塚店

#### 閉店した店舗
千葉県
- 東千葉店 - 1号店

東京都
- 高砂店

神奈川県
- 相模原店